# Nina Stepanowna Kinjapina

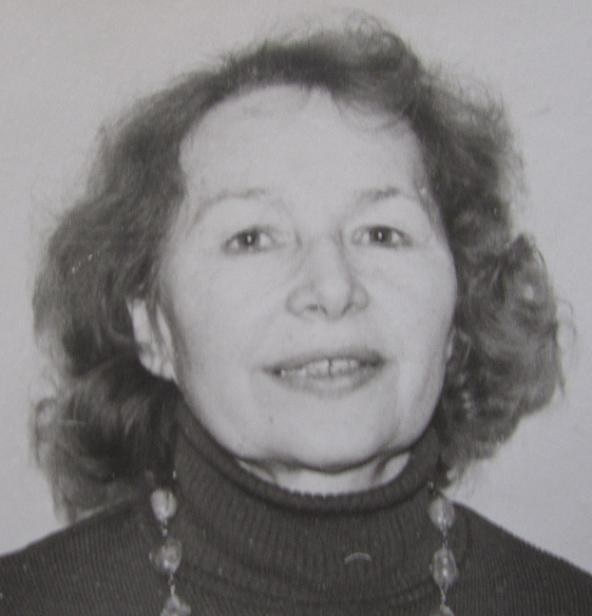
Nina Stepanowna Kinjapina

Nina Stepanowna Kinjapina (russisch Нина Степановна Киняпина; * 10. Dezember 1920 in Kadom; † 11. Oktober 2003 in Moskau) war eine sowjetisch-russische Historikerin und Hochschullehrerin.

## Leben
Das Studium an der Historischen Fakultät der Universität Moskau (MGU) schloss Kinjapina im Deutsch-Sowjetischen Krieg 1942 mit Auszeichnung ab. Darauf arbeitete sie als Lehrerin in einer Mittelschule.
1944 begann Kinjapina am Staatlichen Moskauer Institut für Internationale Beziehungen (MGIMO) als Assistentin am Lehrstuhl für allgemeine Geschichte zu lehren. 1950 wechselte sie zur MGU und blieb dort bis zu ihrem Tod. Lange war sie Vizeleiterin des Lehrstuhls für russische Geschichte des 19. und Anfang des 20. Jahrhunderts. Ihr Schwerpunkt war die russische Außenpolitik im 19. Jahrhundert. 1949 verteidigte sie ihre von Nikolai Michailowitsch Druschinin betreute Dissertation über die russisch-österreichischen Beziehungen um 1830 für die Promotion zur Kandidatin der historischen Wissenschaften.
1965 verteidigte Kinjapina ihre Doktor-Dissertation über die russische Industriepolitik im zweiten Viertel des 19. Jahrhunderts für die Promotion zur Doktorin der historischen Wissenschaften. 1966 folgte die Ernennung zur Professorin. Zu ihren Schülern gehörten Nadeschda Jewgenjewna Ablowa, Oleg Rudolfowitsch Airapetow, Wiktor Michailowitsch Besotosny, Ruslan Suleimanowitsch Bsarow, Wladimir Anatoljewitsch Georgijew und Wladimir Wladimirowitsch Degojew.

## Ehrungen, Preise
- Medaille „Für heldenmütige Arbeit im Großen Vaterländischen Krieg 1941–1945“
- Lomonossow-Preis der MGU (1980)
- Auszeichnung des International Biographical Centre (1992)
- Verdiente Professorin der MGU (1996)